# Hopman Cup 1996
La Hopman Cup 1996 è stata l'8ª edizione della Hopman Cup,torneo di tennis riservato a squadre miste. 
Vi hanno partecipato 8 squadre di tutti i continenti e si è disputata al Burswood Entertainment Complex di Perth in Australia,
dal 31 dicembre 1995 al 6 gennaio 1996. La vittoria è andata alla coppia croata formata da Iva Majoli e Goran Ivanišević,
che hanno battuto in finale la coppia svizzera formata da Martina Hingis e Marc Rosset.

## Finale
| Croazia 2 | Burswood Entertainment Complex, Perth 31 dicembre 1995 - 6 gennaio 1996 Cemento indoor | Burswood Entertainment Complex, Perth 31 dicembre 1995 - 6 gennaio 1996 Cemento indoor | Svizzera 1 |     |     |        |
| \| \| \| \| 1 \| 2 \| 3 \| \| \| - \| \| ---------------------------------------------------------- \| --- \| --- \| --- \| ------ \| \| 1 \| \| Iva Majoli Martina Hingis \| 3 6 \| 0 6 \| \| \| \| 2 \| \| Goran Ivanišević Marc Rosset \| 7 6 \| 7 5 \| \| \| \| 3 \| \| Goran Ivanišević / Iva Majoli Marc Rosset / Martina Hingis \| 3 6 \| 7 6 \| 4 5 \| ritiro \| |                                                                                        |                                                                                        |            |     |     |        |
| |                                                                                        |                                                                                        | 1          | 2   | 3   |        |
| 1 | Croazia (bandiera) · Svizzera (bandiera)                                               | Iva Majoli Martina Hingis                                                              | 3 6        | 0 6 |     |        |
| 2 | Croazia (bandiera) · Svizzera (bandiera)                                               | Goran Ivanišević Marc Rosset                                                           | 7 6        | 7 5 |     |        |
| 3 | Croazia (bandiera) · Svizzera (bandiera)                                               | Goran Ivanišević / Iva Majoli Marc Rosset / Martina Hingis                             | 3 6        | 7 6 | 4 5 | ritiro |

## Campioni
| Vincitori della Hopman Cup 1996 |
| ------------------------------- |
| Croazia (1º titolo)             |